# Куцавци
Куцавци (на гръцки: Κουτσαβίτες) са гръцка етнографска група в Пелопонес, Гърция.
Те населяват обособена област – наричана през византийската епоха Куцава – включваща шест села: Голяма Анастасова (Недуса), Сицова (Алагония), Малка Анастасова (Пигес), Църница (Артемизия), Куцава Лада (Лада) и Куцава Кървели (Карвели) в дем Каламата. Смята се, че са потомци на славяни, заселили се в района по времето на император Константин V Копроним (VIII век), като първите исторически сведения за тях са от X век.